# Marie Sebag
Marie Sebag é uma enxadrista francesa que detém o título de Grande Mestre. Ela é duas vezes campeã francesa feminina.  Em 2009 se encontrava entre as dez melhores enxadristas do Mundo, de acordo com rating FIDE.

## Carreira
Em 1998, Sebag venceu o Campeonato Europeu Juvenil de Xadrez (feminino Sub-12), feito que repetiu em 1999 (feminino Sub-14) e em 2002 (feminino Sub-16). Em 2000 e 2002, ela também se tornou campeã nacional francesa feminina. Em 2003, ela ficou em quarto lugar no Campeonato Europeu Feminino em Silivri, Turquia.
No ano de 2004, Sebag empatou em primeiro lugar com Jolanta Zawadzka no Campeonato Mundial Feminino Sub-18 em Heraklio, Creta, mas perdeu no tiebreak. Ela disputou o Campeonato Mundial Feminino da FIDE em 2006, chegando às quartas de final, eliminada por Svetlana Matveeva no desempate do jogo rápido.

## Jogos de Destaque
Marie Sebag vs Rustam Kasimdzhanov (2007) Spanish Game: Closed Variations. Smyslov Defense